# Eklekticism (arkitektur)

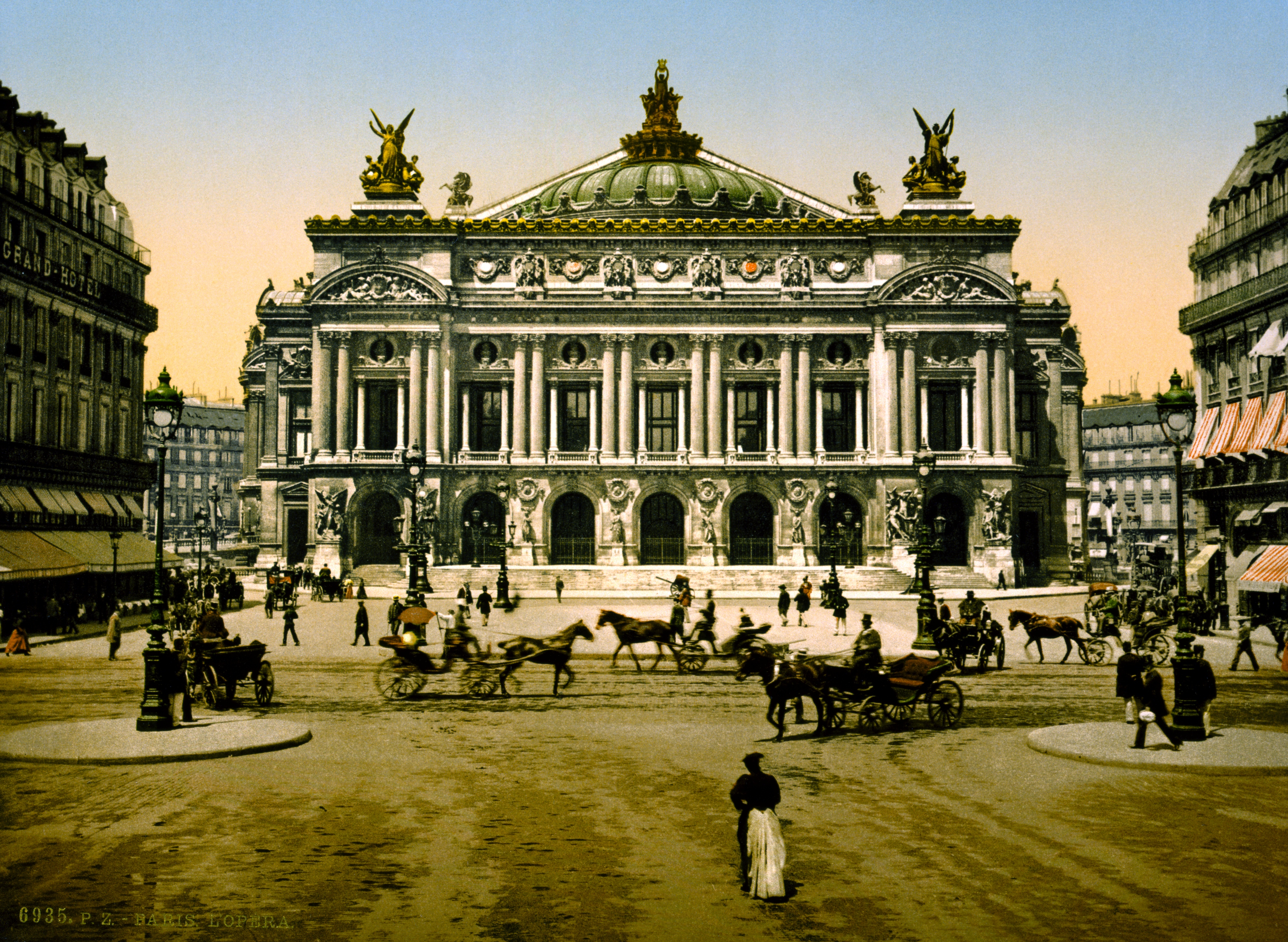
Parisoperan kring år 1900, Charles Garnier

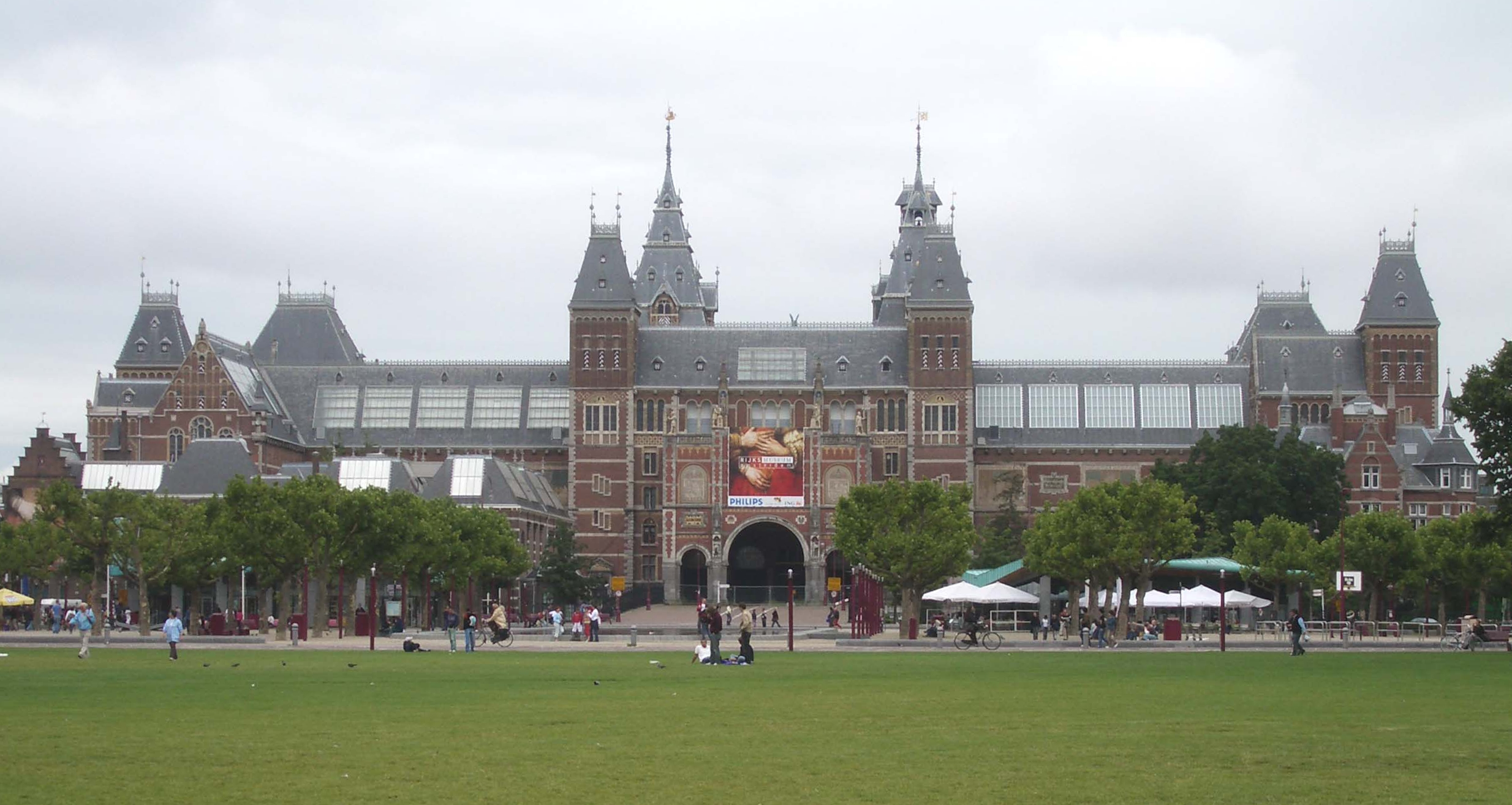
Rijksmuseum i Amsterdam, Pierre Cuypers

Eklecticism var en arkitektonisk stil som dominerade i större delen av Europa under 1800-talets andra hälft och innebär att man blandade olika stilar från olika epoker.
Den uppkom först i Frankrike som en reaktion mot den strikta nyantika arkitektur som fördes av École des Beaux-Arts i Paris. De yngre arkitekterna längtade efter större frihet i sitt byggande och eklekticismen blev ett sätt att nå en praktisk väg till förnyelse. Léon Vaudoyer var en av de första i Frankrike att kalla sig själv för eklektiker tillsammans med bland annat Felix Duban och Louis Duc. De nationalistiska strömningarna vid den här tiden fick de franska arkitekterna att blicka bakåt till storhetstiden under Ludvig XIV, som var dominerad av barocken. Denna barock blandades in i de klassicistiska strömningarna och denna barock-klassicism utvecklades till något av Frankrikes nationalstil under 1860-talet. Ett antal stora projekt uppfördes i den nya stilen, bland annat tillbyggnaden av Louvren 1852-57 av Visconti och Leufel, den nybarocka operan i Paris av Charles Garnier och, något ironiskt, École des Beax-Arts nya lokaler av Felix Duban.
Även i resten av Europa blandade man in allt mer nationella inslag i arkitekturen. I Rom uppfördes det tunga barock-klassicistiska Palazzo di Giustizia, justitiepalatset, i Budapest byggdes det nya parlamentshuset i en blandning av nygotik och nybarock, i Wien byggdes det nya rådhuset och Fünfhauskyrkan i samma stil och Berlin uppfördes det pampiga riksdagshuset och Berlins domkyrka. Sverige påverkades mest av den tyska varianten av eklekticism, vilket bäst ses i riksdagshuset i Stockholm av Aron Johansson. Även den dåvarande dominanten i Sverige, Helgo Zettervall, bidrog med flera byggnader i en blandning av klassicism och nybarock. Större delen av verken kan hittas i Lund, till exempel i universitetshuset till Lunds universitet. I Danmark blev Ferdinand Meldahl den ledande profilen med verk som Marmorkirken i Köpenhamn som exempel. Tillsammans med Nederländerna blickade man i Danmark tillbaka till den speciella dansk-holländska renässansarkitekturen, där man som exempel kan se järnvägsstationen i Helsingör och Riksmuseet i Amsterdam. I Storbritannien dominerade en återblick på Queen Anne-stilen, som var en blandning mellan det tyska meistersingermodet och den dansk-holländska renässansen. I USA var fortfarande klassicismen den stora stilen, vid sidan av den nyfödda skyskrapearkitekturen, men det fanns även en del eklektiska exempel. Arkitekten Henry Hobson Richardson hade studerat i Europa och tog med sig flera intryck från resor på kontinenten till största delen från den romanska arkitekturen. En efterföljare till Richardson blev Louis Sullivan, som anpassade ornamentiken på byggnaderna efter amerikanska förhållanden, genom att endast de två nedersta våningarna på höghusen innehöll ornamentik, medan de ovanvarande, som inte var synliga från gatan, fick en mer slät och enkel arkitektur.